# Senado de Australia
El Senado (en inglés: Senate) es la cámara alta del Parlamento de Australia. La composición y los poderes del Senado se establecen en el Capítulo I de la Constitución de Australia. Actualmente posee un total de 76 senadores, 12 son elegidos de cada uno de los seis estados australianos independientemente de la población y 2 de cada uno de los dos territorios internos autónomos de Australia (el Territorio de la Capital Australiana y el Territorio del Norte). Los senadores son elegidos popularmente bajo el sistema de voto único transferible.
A diferencia de otras cámaras altas del sistema parlamentario Westminster, el Senado está investido con poderes significativos, incluida la capacidad de rechazar todos los proyectos de ley, incluidos los proyectos de ley de presupuesto y asignaciones, iniciados por el gobierno en la Cámara de Representantes. Como resultado de la representación proporcional, la cámara presenta una multitud de partidos que compiten por el poder. El partido o coalición gobernante, que debe mantener la confianza de la cámara baja, no ha tenido una mayoría en el Senado desde 2005-2007 (y antes desde 1981) y, por lo general, necesita negociar con otros partidos e independientes para que se apruebe la legislación.

## Historia

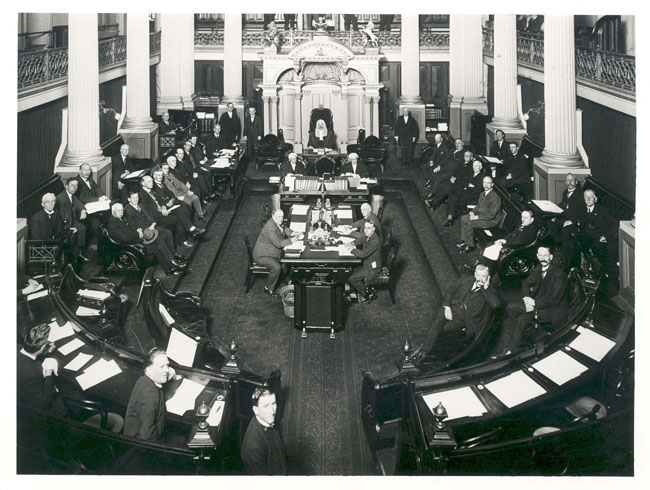
El Senado de Australia en 1923

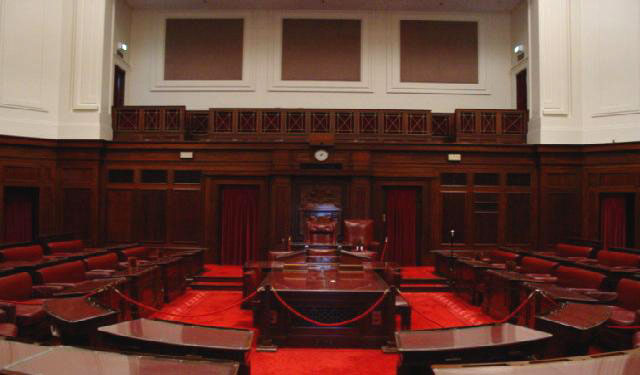
La cámara del Senado en Old Parliament House, Canberra, donde el Parlamento se reunió entre 1927 y 1988.

La Constitución de Australia de 1900 estableció el Senado como parte del sistema de gobierno del dominio en la recién federada Australia. Desde una perspectiva gubernamental comparativa, el Senado australiano exhibe características distintivas. A diferencia de las Cámaras altas en otros gobiernos del sistema de Westminster, el Senado no es un organismo de retención con un poder legislativo limitado. Más bien desempeña un papel activo en la legislación. En lugar de seguir el modelo de la Cámara de los Lores, como lo fue el Senado de Canadá, el Senado de Australia se inspiró en parte en el Senado de los Estados Unidos, dando igual representación a cada estado y los mismos poderes que la cámara baja. La Constitución tenía la intención de dar más manifestación a los estados menos poblados en una legislatura federal, mientras que también preveía el papel de revisión de una cámara alta en el sistema de Westminster.
Aunque el primer ministro de Australia y el tesorero de Australia, son miembros de la Cámara de Representantes, otros miembros del Gabinete de Australia puede provenir de cualquiera de las dos cámaras, y las dos cámaras tienen casi el mismo poder legislativo.

## Sistema electoral

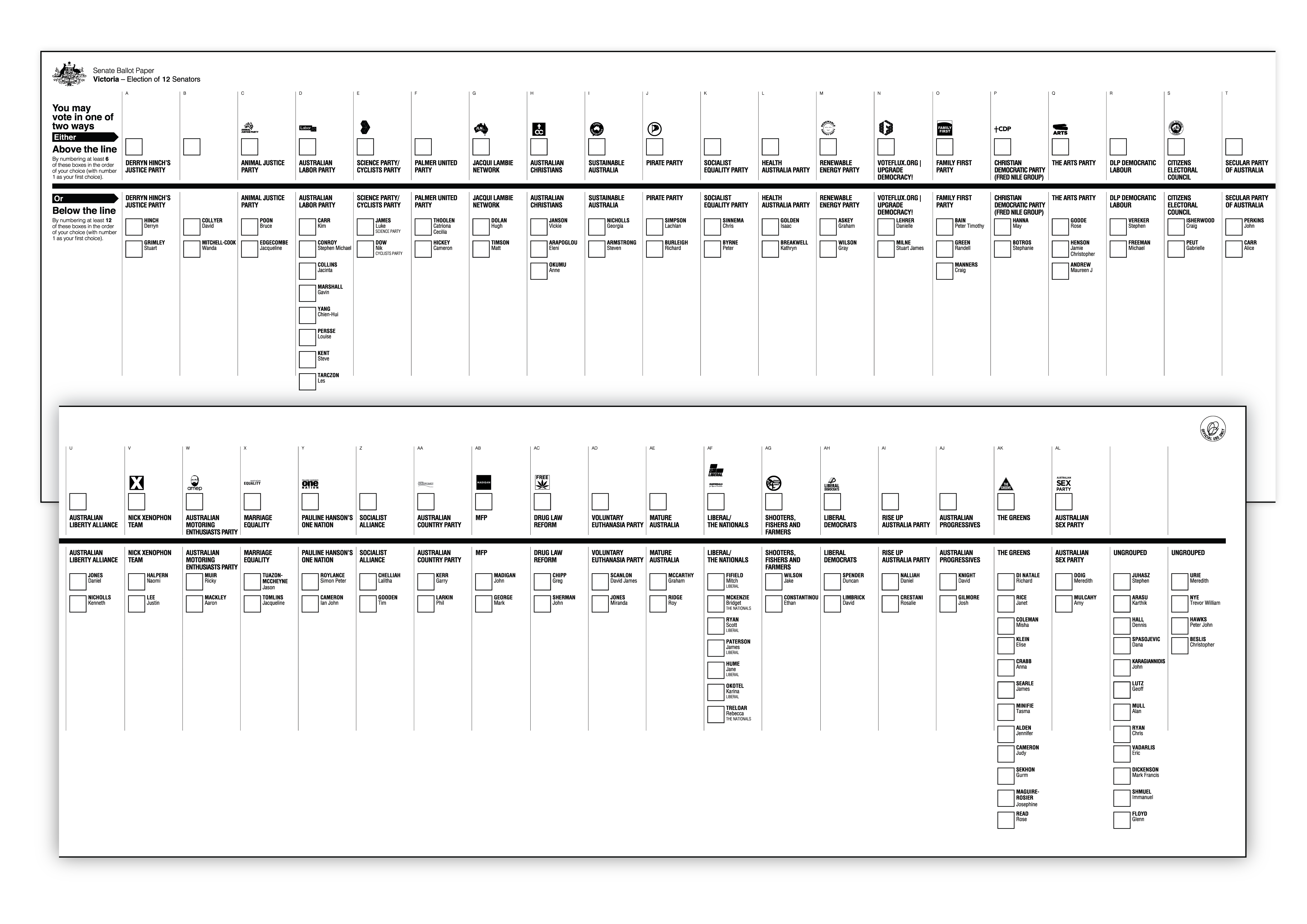
Papeleta utilizada en las elecciones al Senado australiano por el estado de Victoria

El Senado, que consta de 76 miembros. Australia incluye un número igual de senadores de cada estado, independientemente de la población, elegidos a través de una elección directa.
La Constitución permite al Parlamento determinar el número de senadores por ley, siempre que los seis estados originales estén representados por igual. Además, la Constitución establece que cada estado original tiene derecho a al menos seis senadores. Sin embargo, ninguna de estas disposiciones se aplica a los estados recién admitidos ni a los territorios. De conformidad con una ley del Parlamento aprobada en 1973, los senadores son elegidos para representar los territorios. Actualmente, los dos senadores del Territorio del Norte representan a los residentes, así como a los territorios externos australianos de la Isla de Navidad y las Islas Cocos. Los senadores representan el Territorio de la Capital Australiana, y el Territorio de la Bahía de Jervis, desde el 1 de julio de 2016, la Isla Norfolk. Si bien solo la mitad de los escaños del Senado estatal se reelegirán cada tres años (excepto en el caso de una doble disolución), ya que cumplen mandatos de seis años, todos los senadores territoriales deben enfrentarse a los votantes cada tres años.
Hasta 1949, cada estado elegía el mínimo constitucional de seis senadores. Este número aumentó a diez desde las elecciones de 1949, y se incrementó de nuevo a doce desde las elecciones de 1984. El sistema de elección de senadores ha cambiado varias veces desde la Federación. La disposición original utilizaba un Escrutinio mayoritario uninominal, sobre una base de estado por estado. Esto fue reemplazado en 1919 por votación en bloque preferencial.
En 1948, la representación proporcional de un solo voto transferible estado por estado se convirtió en el método para elegir a los senadores. Este cambio ha sido descrito como una "revolución institucional" que ha llevado al surgimiento de una serie de partidos menores como el Partido Laborista Democrático, los demócratas australianos y los Verdes australianos que se han aprovechado de este sistema para lograr la representación parlamentaria y el equilibrio de poder. A partir de las elecciones de 1984, la votación de boletas grupales introdujo con el fin de reducir una alta tasa de votación informal, pero en 2016, se abolieron las entradas grupales para evitar la influencia indebida de acuerdos de preferencias entre partidos que se consideraban distorsionadores de los resultados electorales y se introdujo una forma de voto preferencial opcional.
En 1984, se aprobó una ley con la intención de cambiar la forma en que se asignan los escaños a largo y corto plazo después de una elección de doble disolución, sin embargo, el método no se ha utilizado, a pesar de dos resoluciones bipartidistas del Senado a favor del cambio.
La sección 15 de la Constitución establece que una vacante casual de un senador estatal será cubierta por el Parlamento estatal. Si el senador anterior era miembro de un partido político en particular, el reemplazo debe provenir del mismo partido, pero el Parlamento estatal puede optar por no llenar la vacante, en cuyo caso la Sección 11 requiere que el Senado proceda independientemente. Si el Parlamento del Estado se encuentra en receso cuando se produce la vacante, la Constitución dispone que el gobernador del Estado puede designar a alguien para ocupar el lugar hasta catorce días después de que el Parlamento del Estado reanude su sesión. También se puede llamar al Parlamento del Estado para que ratifique un reemplazo.